# Molise (comune)
Molise è un comune italiano di 139 abitanti della provincia di Campobasso, nell'omonima regione. È l'unico comune italiano ad avere esattamente lo stesso nome della regione di cui fa parte.

## Origini del nome
Sebbene vi sia chi sostenga che il nome sia di origine sannita, basandosi sulla presenza del nome Meles all'interno di una lista, fornita da Tito Livio, di città del Sannio conquistate nel II secolo a.C. dai Romani, Molise quasi certamente deriva il suo nome dalla famiglia francese dei de Moulins, il cui capostipite, Rodolfo de Moulins, nel 1053 ebbe il titolo di conte di Bojano e pose le basi per la costituzione del successivo Contado di Molise. Nel Medioevo, infatti, l'insediamento era chiamato Castrum Molisii (Castello di Molise), secondo una forma comune a molti nomi di insediamenti sorti attorno a un castello.

## Storia

### Origini di Molise
Alcuni studiosi di storia locale ipotizzano che l'origine di Molise sia da individuare in un presunto teatro greco costruito su una località attualmente denominata Colle Sidonio, basandosi su una paretimologia che collegherebbe (in maniera alquanto fantasiosa, in verità) il suddetto toponimo con le melodie eseguite durante le rappresentazioni teatrali antiche, dette sidonii in greco e meles in italico. Non risultano tracce, tuttavia, dell'esistenza di strutture teatrali antiche: allo stato attuale ogni speculazione sull'origine sannitica o romana dell'insediamento risulta priva di fondamento.
Più attendibile, invece, è una sua origine medievale: Molise, così come un elevato numero di centri dell'Italia meridionale, sarebbe sorto in un momento non determinabile fra l'epoca longobarda e quella normanna attorno al nucleo costituito da un castrum, una residenza fortificata posta a controllo del territorio.
Le notizie più remote del borgo medievale si hanno intorno al XIV secolo, quando il castello in centro al paese fu degli Evoli di Castropignano, poi degli Stendardo, che lo inserirono nella Contea di Montagano fino al 1477, quando morì Giacomo da Montagano. Nell'anno seguente il feudo fu di Giovannella di Molisio, consorte di Alberico Carafa, famiglia che ebbe Molise sino al 1547. Dopo varie vicende il feudo fu tenuto da Giangiacomo Coscia, poi Vincenzo del Tufo, Prospero De Attelis, Giovanni Maria di Blasio. Nel XVII secolo fu dei Della Posta, che tennero il castello sino al 1806, anno dell'eversione dal feudalesimo: ultimo titolare fu Filippo Della Posta, vissuto durante la restaurazione borbonica e il periodo del brigantaggio. La famiglia continuò tuttavia ad abitare nel castello, e si estinse nel 1945 con la morte di Camilla Della Posta, nominata ancora "Baronessina di Molise"

### Attestazioni
Nel Medioevo, Molise compare nei documenti con i nomi di Castrum Molisii e Molisio. Nel 1478 il feudo fu comprato dai Carafa, che poi lo persero e lo ricomprarono nel 1554 con Rinaldo Carafa.

### Simboli
Lo stemma del comune di Molise è stato concesso con decreto del Presidente della Repubblica del 5 febbraio 2005.
(D.P.R. 05.02.2005)
Il gonfalone è un drappo di bianco.

## Monumenti e luoghi d'interesse

### Castello Carafa
Il castello è un grande mastio a pianta quadrata, provvisto di una torretta angolare, simile al castello svevo di Termoli, e sorge nel centro del paese, nel punto più alto: fu costruito dai Longobardi, e rimodellato nel Quattrocento. I proprietari principali furono i Carafa. Ha pianta pentagonale, da cui si accede mediante un portale. Originariamente il castello era a due livelli: oggi resta solo il livello di base, mentre il palazzo fortificazione contiene ancora la struttura antica e due torri circolari.

### Le chiese
- Chiesa dell'Annunziata: fu costruita nel 1523 per volere del vescovo di Bojano Anselmo Ricio, oltre alla Santissima Annunziata, è dedicata anche a Santa Lucia e San Matteo: di interesse la finestra circolare del fronte, sopra il portale, lo stemma di Anselmo Riccio, che presenta un riccio analogo al cognome, e alcune pitture interne.
- Chiesa madre di San Nicola di Bari e Sant'Onorato: situata dietro via Palazzo, risale al 1533, come mostra l'iscrizione sul pilastro destro. Di Sant'Onorato si conservano le reliquie nella cripta, ricavata da una catacomba romana, traslate nella chiesa nel 1716. La struttura della chiesa è irregolare, frutto di diversi rifacimenti, ha due navate di diversa grandezza, il campanile a torre risale al 1829, con le tre campane della Fonderia Marinelli. Preziose statue e dipinti sono presenti all'interno, quali le statue lignee e in stucco di Colombo e Zanazio, e i dipinti della Madonna del Purgatorio, di San Biagio benedicente. Vi è anche una pala d'altare del XIII secolo, con la Madonna in Gloria.
- Chiesa di San Rocco e dei Caduti Molisani: oltre ad essere chiesa, è divenuta anche il Sacrario militare dei Caduti Molisani della Prima e Seconda Guerra Mondiale. La chiesa come dimostra un'iscrizione risale al 1600, la facciata è ornata dal monumento con un soldato in bronzo, il portale mostra una croce in pietra calcarea, di cui si conserva la base del 1491.
- Chiesa di Santa Maria Assunta: seconda principale chiesa del centro, in via Santa Maria, risale al 1898, sede della confraternita omonima. La chiesa si contraddistingue per la pianta a croce latina, che accoglie sedili e banchi, con pregevoli bracci fasciati in legno antico, riservate alle autorità della Confraternita, del Prefetto e del Priore, che gestisce il cimitero in contrada Colle Sidonio. La chiesa ha un aspetto molto classico, con portale architravato modanato, e finestrone superiore, in stile tardo rococò napoletano.
- Santuario della Madonna delle Grazie: si trova in contrada Madonna del Piano, sopra un colle posto in posizione dominante sul centro. Forse fu fondato sopra un tempio sannita, di cui si è rinvenuta un'ara pacis. L'epigrafe della facciata posta dal Barone Graziano Della Porta reca la data 1730. Un altro restauro fu compiuto nel 1830 da Filippo Della Porta, nel 1956 entrò nella curia della diocesi di Trivento, per volere del vedovo della baronessa Camilla Della Porta. Il santuario è molto frequentato durante la processione della Madonna del 2 luglio.

## Società

### Evoluzione demografica
Abitanti censiti

Molise è tra i comuni della regione con il minor numero di abitanti.
Al 31-12-2024 i cinque comuni del Molise meno popolati erano i seguenti:
| Pos. | Comune        | Provincia  | Abitanti | Superficie (km²) | Altitudine (m s.l.m.) |
| ---- | ------------- | ---------- | -------- | ---------------- | --------------------- |
| 1º   | Castelverrino | Isernia    | 89       | 13,97            | 570                   |
| 2º   | Provvidenti   | Campobasso | 101      | 6,15             | 600                   |
| 3º   | San Biase     | Campobasso | 124      | 11,81            | 804                   |
| 4º   | Castelpizzuto | Isernia    | 134      | 15,29            | 836                   |
| 5º   | Molise        | Campobasso | 145      | 5,21             | 868                   |

## Amministrazione
Di seguito è presentata una tabella relativa alle amministrazioni che si sono succedute in questo comune.
| Periodo         | Periodo         | Primo cittadino   | Partito                          | Carica              | Note  |
| --------------- | --------------- | ----------------- | -------------------------------- | ------------------- | ----- |
| 20 giugno 1988  | 5 novembre 1991 | Nicola D'angelo   | Partito Socialista Italiano      | Sindaco             | [ 8 ] |
| 5 novembre 1991 | 21 giugno 1992  | Scipione Lombardi |                                  | Comm. straordinario | [ 8 ] |
| 26 giugno 1992  | 28 aprile 1997  | Michele Cirelli   | lista civica                     | Sindaco             | [ 8 ] |
| 28 aprile 1997  | 14 maggio 2001  | Nicola Messere    | -                                | Sindaco             | [ 8 ] |
| 14 maggio 2001  | 30 maggio 2006  | Nicola Messere    | lista civica                     | Sindaco             | [ 8 ] |
| 30 maggio 2006  | 16 maggio 2011  | Massimo Tomba     | lista civica                     | Sindaco             | [ 8 ] |
| 16 maggio 2011  | 6 maggio 2016   | Domenico Cirelli  |                                  | Sindaco             | [ 8 ] |
| 6 maggio 2016   | 3 ottobre 2021  | Domenico Cirelli  | lista civica: giovani per Molise | Sindaco             | [ 8 ] |
| 3 ottobre 2021  | in carica       | Domenico Cirelli  | lista civica: giovani per Molise | Sindaco             | [ 8 ] |